# 领土民族主义
领土民族主义（英語：Territorial nationalism）描述了一种基于信念的民族主义形式，即认为一块特定领土的所有居民应该拥有共同的国家认同，无论他们在民族、语言、宗教、文化及其他方面有何差异。根据特定领土的政治或行政地位，领土民族主义可以在两个基本层面上表现出来：一种是独立主权国家的领土民族主义，另一种是独特的次主权地区的领土民族主义（地区民族主义）。